# Diadegma polonicum
Diadegma polonicum là một loài tò vò trong họ Ichneumonidae.